# Liste des équipes du Championnat du monde de hockey sur glace 2025
Cette page contient la liste de toutes les équipes et leurs joueurs participant au Championnat du monde de hockey sur glace 2025 en Suède et au Danemark.
Chaque équipe est constituée au minimum de 15 joueurs et 2 gardiens et, au maximum, de 22 joueurs et 3 gardiens.

## Allemagne
Entraîneur-chef : Harold Kreis
| No    | Nom                     | Position       | Club                  |
| ----- | ----------------------- | -------------- | --------------------- |
| +007, | Maximilian Kastner      | Attaquant      | EHC Munich            |
| +011, | Korbinian Geibel        | Défenseur      | Eisbären Berlin       |
| +012, | Eric Mik                | Attaquant      | Eisbären Berlin       |
| +018, | Tim Stütlze             | Attaquant      | Sénateurs d'Ottawa    |
| +019, | Wojciech Stachowiak - A | Attaquant      | ERC Ingolstadt        |
| +025, | Leon Huttl              | Défenseur      | ERC Ingolstadt        |
| +030, | Philipp Grubauer        | Gardien de but | Kraken de Seattle     |
| +031, | Arno Tiefensee          | Gardien de but | Adler Mannheim        |
| +035, | Mathias Niederberger    | Gardien de but | EHC Munich            |
| +038, | Fabio Wagner            | Attaquant      | ERC Ingolstadt        |
| +040, | Alexander Ehl           | Attaquant      | Adler Mannheim        |
| +041, | Jonas Müller - A        | Défenseur      | Eisbären Berlin       |
| +042, | Yasin Ehliz             | Attaquant      | EHC Munich            |
| +044, | Joshua Samanski         | Attaquant      | Straubing Tigers      |
| +049, | Lukas Kalble            | Défenseur      | Adler Mannheim        |
| +050, | Patrick Hager           | Attaquant      | EHC Munich            |
| +053, | Moritz Seider - C       | Défenseur      | Red Wings de Détroit  |
| +055, | Maksymilian Szuber      | Défenseur      | Coyotes de l'Arizona  |
| +056, | Manuel Wiederer         | Attaquant      | Eisbären Berlin       |
| +065, | Marc Michaelis          | Attaquant      | Adler Mannheim        |
| +072, | Dominik Kahun           | Attaquant      | Lausanne Hockey Club  |
| +073, | Lukas Reichel           | Attaquant      | Blackhawks de Chicago |
| +083, | Leonhard Pföderl        | Attaquant      | Eisbären Berlin       |
| +092, | Marcel Nöbels           | Attaquant      | Eisbären Berlin       |
| +095, | Frederik Tiffels        | Attaquant      | Eisbären Berlin       |

## Autriche
Entraîneur-chef : Roger Bader
| No    | Nom                    | Position       | Club                            |
| ----- | ---------------------- | -------------- | ------------------------------- |
| +003, | Peter Schneider        | Attaquant      | EC Red Bull Salzbourg           |
| +004, | Ramon Schnetzer        | Défenseur      | Pioneers Vorarlberg             |
| +005, | Thomas Raffl - C       | Attaquant      | EC Red Bull Salzbourg           |
| +007, | Brian Lebler           | Attaquant      | EHC Linz                        |
| +012, | David Maier            | Défenseur      | EC Klagenfurt AC                |
| +016, | Dominic Zwerger        | Attaquant      | Hockey Club Ambrì-Piotta        |
| +018, | Paul Stapelfeldt       | Défenseur      | EC Red Bull Salzbourg           |
| +019, | Vinzenz Rohrer         | Attaquant      | Zürcher Schlittschuh Club Lions |
| +021, | Lukas Haudum           | Attaquant      | Graz 99ers                      |
| +024, | Benjamin Baumgartner   | Attaquant      | Club des patineurs de Berne     |
| +026, | Oliver Ackermann       | Attaquant      | Hockey Club La Chaux-de-Fonds   |
| +030, | David Kickert          | Gardien de but | EC Red Bull Salzbourg           |
| +031, | Benedikt Oschgan       | Gardien de but | Växjö Lakers HC                 |
| +032, | Bernd Wolf - A         | Défenseur      | Eishockey Club Kloten           |
| +033, | Florian Vorauer        | Gardien de but | EC Klagenfurt AC                |
| +045, | Gregor Biber           | Défenseur      | Rögle BK                        |
| +048, | Lucas Thaler           | Attaquant      | EC Red Bull Salzbourg           |
| +052, | Paul Huber             | Attaquant      | Graz 99ers                      |
| +078, | Thimo Nickl            | Défenseur      | EC Klagenfurt AC                |
| +080, | Nikolaus Kraus         | Attaquant      | EC Red Bull Salzbourg           |
| +091, | Dominique Heinrich - A | Défenseur      | Capitals de Vienne              |
| +092, | Clemens Unterweger     | Défenseur      | EC Klagenfurt AC                |
| +095, | Lukas Kainz            | Attaquant      | Graz 99ers                      |
| +096, | Marco Kasper           | Attaquant      | Red Wings de Détroit            |

## Canada
Entraîneur-chef : Dean Evason
| No    | Nom                  | Position       | Club                      |
| ----- | -------------------- | -------------- | ------------------------- |
| +006, | Travis Sanheim       | Défenseur      | Flyers de Philadelphie    |
| +007, | Michael Matheson     | Défenseur      | Canadiens de Montréal     |
| +008, | Noah Dobson          | Défenseur      | Islanders de New York     |
| +009, | Nathan MacKinnon - A | Attaquant      | Avalanche du Colorado     |
| +010, | Brayden Schenn       | Attaquant      | Blues de Saint-Louis      |
| +011, | Travis Konecny       | Attaquant      | Flyers de Philadelphie    |
| +014, | Bowie Horvat         | Attaquant      | Islanders de New York     |
| +017, | William Cuylle       | Attaquant      | Rangers de New York       |
| +019, | Adam Fantilli        | Attaquant      | Blue Jackets de Columbus  |
| +024, | Phillip Danault      | Attaquant      | Kings de Los Angeles      |
| +027, | Barrett Hayton       | Attaquant      | Mammoth de l'Utah         |
| +029, | Marc-André Fleury    | Gardien de but | Wild du Minnesota         |
| +031, | Dylan Garand         | Gardien de but | Wolf Pack de Hartford     |
| +041, | Ryker Evans          | Défenseur      | Kraken de Seattle         |
| +046, | Jared Spurgeon       | Défenseur      | Wild du Minnesota         |
| +050, | Jordan Binnington    | Gardien de but | Blues de Saint-Louis      |
| +052, | MacKenzie Weegar     | Défenseur      | Flames de Calgary         |
| +062, | Brandon Montour      | Défenseur      | Kraken de Seattle         |
| +071, | Tyson Foerster       | Attaquant      | Flyers de Philadelphie    |
| +087, | Sidney Crosby - C    | Attaquant      | Penguins de Pittsburgh    |
| +090, | Ryan O'Reilly - A    | Attaquant      | Predators de Nashville    |
| +091, | Kent Johnson         | Attaquant      | Blue Jackets de Columbus  |
| +094, | Porter Martone       | Attaquant      | Steelheads de Mississauga |
| +096, | Macklin Celebrini    | Attaquant      | Sharks de San José        |

## Danemark
Entraîneur-chef : Mikael Gath
| No    | Nom                    | Position       | Club                                     |
| ----- | ---------------------- | -------------- | ---------------------------------------- |
| +011, | Alexander True         | Attaquant      | MODO Hockey                              |
| +012, | Oskar Mølgaard         | Attaquant      | HV 71                                    |
| +015, | Matias Lassen          | Défenseur      | Malmö Redhawks                           |
| +017, | Nicklas Jensen         | Attaquant      | Schlittschuh Club Rapperswil-Jona Lakers |
| +022, | Markus Lauridsen       | Défenseur      | Frankfurt Lions                          |
| +024, | Nikolaj Ehlers         | Attaquant      | Jets de Winnipeg                         |
| +025, | Oliver Lauridsen - A   | Défenseur      | TPS                                      |
| +029, | Mikkel Aagaard         | Attaquant      | MODO Hockey                              |
| +032, | Sebastian Dahm         | Gardien de but | EC Klagenfurt AC                         |
| +038, | Morten Poulsen         | Attaquant      | Herning Blue Fox                         |
| +040, | Anders Koch            | Défenseur      | Kiekko-Espoo                             |
| +041, | Jesper Jensen Aabo - C | Défenseur      | EC Klagenfurt AC                         |
| +042, | Phillip Bruggisser     | Défenseur      | Fischtown Pinguins Bremerhaven           |
| +043, | Mathias Seldrup        | Gardien de but | Herning Blue Fox                         |
| +046, | Jonas Røndbjerg        | Attaquant      | Golden Knights de Vegas                  |
| +048, | Nicholas Jensen        | Défenseur      | Fischtown Pinguins Bremerhaven           |
| +050, | Mathias Bau Hansen     | Attaquant      | Herning Blue Fox                         |
| +054, | Felix Scheel           | Attaquant      | Fischtown Pinguins Bremerhaven           |
| +063, | Patrick Russel - A     | Attaquant      | Linköping HC                             |
| +065, | Christian Wejse        | Attaquant      | Fischtown Pinguins Bremerhaven           |
| +072, | Nicolai Meyer          | Attaquant      | Södertälje SK                            |
| +077, | Mathias From           | Attaquant      | EC Klagenfurt AC                         |
| +080, | Frederik Dichow        | Gardien de but | HV 71                                    |
| +086, | Joachim Blichfeld      | Attaquant      | Rögle BK                                 |
| +095, | Nick Olesen            | Attaquant      | ČEZ Motor České Budějovice               |

## États-Unis
Entraîneur-chef : Ryan Warsofsky
| No    | Nom                | Position       | Club                        |
| ----- | ------------------ | -------------- | --------------------------- |
| +001, | Jeremy Swayman     | Gardien de but | Bruins de Boston            |
| +002, | Jackson LaCombe    | Défenseur      | Ducks d'Anaheim             |
| +006, | Mason Lohrei       | Défenseur      | Bruins de Boston            |
| +007, | Michael Kesselring | Défenseur      | Mammoth de l'Utah           |
| +008, | Zachary Werenski   | Défenseur      | Blue Jackets de Columbus    |
| +009, | Clayton Keller - C | Attaquant      | Mammoth de l'Utah           |
| +010, | Matthew Beniers    | Attaquant      | Kraken de Seattle           |
| +012, | Shane Pinto        | Attaquant      | Sénateurs d'Ottawa          |
| +018, | Drew O'Connor      | Attaquant      | Canucks de Vancouver        |
| +019, | Cutter Gauthier    | Attaquant      | Ducks d'Anaheim             |
| +020, | Andrew Peeke       | Défenseur      | Bruins de Boston            |
| +022, | Isaac Howard       | Attaquant      | Spartans de Michigan State  |
| +023, | Michael Eyssimont  | Attaquant      | Kraken de Seattle           |
| +028, | Zeev Buium         | Défenseur      | Wild du Minnesota           |
| +030, | Hampton Slukynsky  | Gardien de but | Broncos de Western Michigan |
| +035, | Joey Daccord       | Gardien de but | Kraken de Seattle           |
| +043, | William Smith      | Attaquant      | Sharks de San José          |
| +047, | Michael McCarron   | Attaquant      | Predators de Nashville      |
| +072, | Tage Thompson - A  | Attaquant      | Sabres de Buffalo           |
| +073, | Alex Vlasic        | Défenseur      | Blackhawks de Chicago       |
| +076, | Brady Skjei - A    | Défenseur      | Predators de Nashville      |
| +081, | Joshua Doan        | Attaquant      | Mammoth de l'Utah           |
| +083, | Conor Garland      | Attaquant      | Canucks de Vancouver        |
| +091, | Frank Nazar        | Attaquant      | Blackhawks de Chicago       |
| +092, | Logan Cooley       | Attaquant      | Mammoth de l'Utah           |

## Finlande
Entraîneur-chef : Antti Pennanen
| No    | Nom                  | Position       | Club                             |
| ----- | -------------------- | -------------- | -------------------------------- |
| +002, | Rasmus Rissanen      | Défenseur      | Linköping HC                     |
| +004, | Mikko Lehtonen - C   | Défenseur      | Zürcher Schlittschuh Club Lions  |
| +015, | Lenni Hämeenaho      | Attaquant      | Ässät                            |
| +018, | Vili Saarijärvi      | Défenseur      | Schlittschuh Club Langnau Tigers |
| +019, | Waltteri Merelä      | Attaquant      | Club des patineurs de Berne      |
| +020, | Eeli Tolvanen        | Attaquant      | Kraken de Seattle                |
| +021, | Patrik Puistola      | Attaquant      | Örebro HK                        |
| +023, | Nikolas Matinpalo    | Défenseur      | Sénateurs d'Ottawa               |
| +024, | Hannes Björninen - A | Attaquant      | Örebro HK                        |
| +025, | Joona Ikonen         | Attaquant      | Malmö Redhawks                   |
| +027, | Mikael Pyyhtiä       | Attaquant      | Monsters de Cleveland            |
| +029, | Ahti Oksanen         | Attaquant      | Lausanne Hockey Club             |
| +031, | Justus Annunen       | Gardien de but | Predators de Nashville           |
| +033, | Emil Larmi           | Gardien de but | Växjö Lakers HC                  |
| +037, | Atro Leppänen        | Défenseur      | Sport Vaasa                      |
| +041, | Jan-Mikael Järvinen  | Attaquant      | Ässät                            |
| +042, | Robin Salo           | Défenseur      | Malmö Redhawks                   |
| +047, | Eemil Erholtz        | Attaquant      | Ässät                            |
| +050, | Mikael Seppälä       | Défenseur      | HV 71                            |
| +061, | Juuso Pärssinen      | Attaquant      | Rangers de New York              |
| +062, | Jesper Mattila       | Défenseur      | Kalevan Pallo                    |
| +074, | Juuse Saros          | Gardien de but | Predators de Nashville           |
| +082, | Harri Pesonen        | Attaquant      | Schlittschuh Club Langnau Tigers |
| +086, | Teuvo Teräväinen - A | Attaquant      | Blackhawks de Chicago            |
| +091, | Juho Lammikko        | Attaquant      | Zürcher Schlittschuh Club Lions  |

## France
Entraîneur-chef : Yorick Treille
| No    | Nom                          | Position       | Club                          |
| ----- | ---------------------------- | -------------- | ----------------------------- |
| +003, | Charles Bertrand             | Attaquant      | ERC Ingolstadt                |
| +005, | Enzo Guebey                  | Défenseur      | Hockey Club Davos             |
| +006, | Vincent Llorca               | Défenseur      | Ducs d'Angers                 |
| +007, | Pierre Crinon                | Défenseur      | Brûleurs de loups de Grenoble |
| +008, | Hugo Gallet - A              | Défenseur      | Tappara                       |
| +009, | Alexandre Texier             | Attaquant      | Blues de Saint-Louis          |
| +020, | Fabien Coletti               | Attaquant      | Spartiates de Marseille       |
| +022, | Guillaume Leclerc            | Attaquant      | Brûleurs de loups de Grenoble |
| +025, | Nicolas Ritz                 | Attaquant      | Ducs d'Angers                 |
| +027, | Jules Bosq                   | Défenseur      | Heartlanders de l'Iowa        |
| +028, | Fabien Bourgeois             | Défenseur      | Spartiates de Marseille       |
| +029, | Louis Boudon - A             | Attaquant      | Nybro Vikings IF              |
| +030, | Antoine Keller               | Gardien de but | Lausanne Hockey Club          |
| +032, | Quentin Papillon             | Gardien de but | Boxers de Bordeaux            |
| +033, | Julian Junca                 | Gardien de but | HK Michalovce                 |
| +041, | Pierre-Édouard Bellemare - C | Attaquant      | Hockey Club Ajoie             |
| +044, | Kevin Spinozzi               | Défenseur      | Boxers de Bordeaux            |
| +072, | Jordann Perret               | Attaquant      | Mountfield HK                 |
| +077, | Sacha Treille                | Attaquant      | Brûleurs de loups de Grenoble |
| +078, | Dylan Fabre                  | Attaquant      | Ässät                         |
| +081, | Anthony Rech                 | Attaquant      | Dragons de Rouen              |
| +086, | Yohan Coulaud                | Défenseur      | Spartiates de Marseille       |
| +090, | Aurélien Dair                | Attaquant      | Brûleurs de loups de Grenoble |
| +094, | Timothé Bozon                | Attaquant      | Lausanne Hockey Club          |
| +095, | Kevin Bozon                  | Attaquant      | Hockey Club Ajoie             |

## Hongrie
Entraîneur-chef : Gergely Majoross
| No    | Nom                | Position       | Club                       |
| ----- | ------------------ | -------------- | -------------------------- |
| +001, | Bence Bálizs       | Gardien de but | Sparta Warriors            |
| +005, | Domán Szongoth     | Attaquant      | KooKoo Kouvola             |
| +007, | András Mihalik     | Attaquant      | DEAC                       |
| +008, | Bence Szabó        | Défenseur      | Budapest JAHC              |
| +010, | Ferenc Laskawy     | Attaquant      | Újpesti Torna Egylet       |
| +011, | Gabor Tornyai      | Défenseur      | Újpesti Torna Egylet       |
| +013, | Krisztián Nagy     | Attaquant      | Budapest JAHC              |
| +016, | János Hári - A     | Attaquant      | Fehérvár AV19              |
| +021, | Kristóf Papp       | Attaquant      | Heartlanders de l'Iowa     |
| +022, | Vilmos Galló       | Attaquant      | KooKoo Kouvola             |
| +023, | Zétény Hadobás     | Défenseur      | Heartlanders de l'Iowa     |
| +024, | Kristof Németh     | Attaquant      | Fehérvár AV19              |
| +027, | Henrik Nilsson     | Défenseur      | Kalmar HC                  |
| +030, | Adam Vay           | Gardien de but | HK Poprad                  |
| +033, | Milán Horváth      | Défenseur      | Budapest JAHC              |
| +034, | István Terbócs - A | Attaquant      | Fehérvár AV19              |
| +035, | Dominik Horváth    | Gardien de but | Fehérvár AV19              |
| +036, | Csanád Erdély - C  | Attaquant      | Fehérvár AV19              |
| +055, | Tamás Ortenszky    | Défenseur      | Eishockey Club Winterthour |
| +061, | Péter Vincze       | Attaquant      | CS Progym Gheorgheni       |
| +068, | Bence Horváth      | Attaquant      | Jukurit Mikkeli            |
| +070, | Zsombor Garát      | Défenseur      | Nottingham Panthers        |
| +082, | Simon Szathmary    | Défenseur      | DVTK Jegesmedvék           |
| +087, | Gergő Ambrus       | Attaquant      | Fehérvár AV19              |
| +093, | Akos Mihaly        | Attaquant      | Fehérvár AV19              |

## Kazakhstan
Entraîneur-chef : Oleg Bolyakine
| No    | Nom                    | Position       | Club                    |
| ----- | ---------------------- | -------------- | ----------------------- |
| +001, | Jelal-ad-Din Ämirbekov | Gardien de but | Metallourg Magnitogorsk |
| +007, | Leonid Metalnikov      | Défenseur      | Admiral Vladivostok     |
| +010, | Nikita Mihailis - A    | Attaquant      | Metallourg Magnitogorsk |
| +013, | Dınmūhamed Qaiyrjan    | Attaquant      | Barys                   |
| +017, | Älihan Ömirbekov       | Attaquant      | Barys                   |
| +018, | Vladimir Volkov        | Attaquant      | Arlan Kökşetau          |
| +020, | Maksim Pavlenko        | Gardien de but | HK Riazan-VDV           |
| +022, | Kirill Paniukov        | Attaquant      | Barys                   |
| +023, | Maksim Muhametov       | Attaquant      | Barys                   |
| +024, | Dmitrii Breus          | Défenseur      | Torpedo Nijni Novgorod  |
| +027, | Artem Lihotnikov       | Attaquant      | Humo Tachkent           |
| +028, | Valerii Orehov         | Défenseur      | Metallourg Magnitogorsk |
| +031, | Artem Korolev          | Défenseur      | Nomad Astana            |
| +032, | Sergei Kudriavtsev     | Gardien de but | Arlan Kökşetau          |
| +033, | Eduard Mihailov        | Défenseur      | Arlan Kökşetau          |
| +034, | Viacheslav Kolesnikov  | Attaquant      | Nomad Astana            |
| +048, | Roman Startşenko - C   | Attaquant      | Barys                   |
| +058, | Tamerlan Gaitamirov    | Défenseur      | Barys                   |
| +064, | Arkadii Şestakov       | Attaquant      | Admiral Vladivostok     |
| +071, | Samat Daniiar          | Défenseur      | Barys                   |
| +081, | Batyrlan Muratov       | Attaquant      | Barys                   |
| +084, | Kirill Savitskii       | Attaquant      | Barys                   |
| +087, | Ädil Beketaev          | Défenseur      | Barys                   |
| +088, | Evgenii Rymarev        | Attaquant      | HK Tchelny              |
| +096, | Älihan Äsetov - A      | Attaquant      | Barys                   |

## Lettonie
Entraîneur-chef : Harijs Vītoliņš
| No    | Nom                   | Position       | Club                            |
| ----- | --------------------- | -------------- | ------------------------------- |
| +006, | Markuss Komuls        | Défenseur      | Rytíři Kladno                   |
| +011, | Dans Ločmelis         | Attaquant      | Bruins de Providence            |
| +012, | Gļebs Prohorenkovs    | Attaquant      | Purple Eagles de Niagara        |
| +013, | Rihards Bukarts       | Attaquant      | HC Vítkovice                    |
| +016, | Kaspars Daugaviņš - C | Attaquant      | Sans club                       |
| +017, | Mārtiņš Dzierkals     | Attaquant      | Skellefteå AIK                  |
| +018, | Rodrigo Ābols         | Attaquant      | Flyers de Philadelphie          |
| +021, | Rūdolfs Balcers       | Attaquant      | Zürcher Schlittschuh Club Lions |
| +022, | Toms Andersons        | Attaquant      | Hockey Club La Chaux-de-Fonds   |
| +027, | Oskars Cibuļskis      | Défenseur      | Herning Blue Fox                |
| +029, | Ralfs Freibergs       | Défenseur      | Mountfield HK                   |
| +034, | Eduards Tralmaks      | Attaquant      | Rytíři Kladno                   |
| +036, | Mārtiņš Laviņš        | Attaquant      | Wildcats du New Hampshire       |
| +040, | Mareks Mitens         | Gardien de but | HK Spišská Nová Ves             |
| +043, | Anrī Ravinskis        | Attaquant      | Hämeenlinnan Pallokerho         |
| +050, | Kristers Gudļevskis   | Gardien de but | Fischtown Pinguins Bremerhaven  |
| +055, | Roberts Mamčics       | Défenseur      | HC Energie Karlovy Vary         |
| +072, | Jānis Jaks            | Défenseur      | HC Energie Karlovy Vary         |
| +077, | Kristaps Zīle - A     | Défenseur      | HC Litvínov                     |
| +088, | Gustavs Grigals       | Gardien de but | Dukla Trenčín                   |
| +089, | Filips Buncis         | Attaquant      | Odense Bulldogs                 |
| +094, | Kristiāns Rubīns - A  | Défenseur      | HC Škoda Plzeň                  |
| +095, | Oskars Batņa          | Attaquant      | Mountfield HK                   |
| +097, | Haralds Egle          | Attaquant      | MHk 32 Liptovský Mikuláš        |

## Norvège
Entraîneur-chef : Tobias Johannson
| No    | Nom                          | Position       | Club                    |
| ----- | ---------------------------- | -------------- | ----------------------- |
| +002, | Isak Hansen                  | Défenseur      | Vimmerby HC             |
| +005, | Jonas Nyhus Myhre            | Défenseur      | Sparta Warriors         |
| +007, | Sander Engebråten            | Défenseur      | BIK Karlskoga           |
| +012, | Noah Steen - A               | Attaquant      | Örebro HK               |
| +013, | Petter Vesterheim            | Attaquant      | Malmö Redhawks          |
| +017, | Eirik Østrem Salsten         | Attaquant      | HC Energie Karlovy Vary |
| +018, | Thomas Olsen                 | Attaquant      | Jukurit Mikkeli         |
| +019, | Håvard Østrem Salsten        | Attaquant      | Storhamar Dragons       |
| +021, | Martin Johnsen               | Attaquant      | Mora IK                 |
| +022, | Martin Rønnild               | Attaquant      | Storhamar Dragons       |
| +024, | Jacob Berglund               | Attaquant      | Storhamar Dragons       |
| +026, | Patrick Elvsveen             | Attaquant      | Stavanger ishockeyklubb |
| +027, | Andreas Martinsen - A        | Attaquant      | Storhamar Dragons       |
| +028, | Michael Brandsegg-Nygård     | Attaquant      | Skellefteå AIK          |
| +030, | Tobias Normann               | Gardien de but | Frölunda HC             |
| +031, | Jonas Arntzen                | Gardien de but | Örebro HK               |
| +032, | Mathias Schjerpen Arnkværn   | Gardien de but | Vålerenga ishockey      |
| +037, | Markus Vikingstad            | Attaquant      | Eisbären Berlin         |
| +039, | Simen Andre Edvardsen        | Attaquant      | BIK Karlskoga           |
| +043, | Max Krogdahl                 | Défenseur      | Djurgårdens IF          |
| +047, | Adrian Saxrud-Danielsen      | Défenseur      | Storhamar Dragons       |
| +054, | Sander Hurrod                | Défenseur      | Storhamar Dragons       |
| +071, | Eskild Bakke Olsen           | Attaquant      | Linköping HC            |
| +072, | Stian Solberg                | Défenseur      | Gulls de San Diego      |
| +078, | Emil Martinsen Lilleberg - C | Défenseur      | Lightning de Tampa Bay  |

## Slovaquie
Entraîneur-chef : Vladimír Országh
| No    | Nom               | Position       | Club                             |
| ----- | ----------------- | -------------- | -------------------------------- |
| +004, | Dávid Mudrák      | Défenseur      | Mountfield HK                    |
| +006, | Dávid Romaňák     | Défenseur      | HK Spišská Nová Ves              |
| +007, | Mário Grman       | Défenseur      | Admiral Vladivostok              |
| +008, | Maxim Čajkovič    | Attaquant      | HC Litvínov                      |
| +010, | Adam Sýkora       | Attaquant      | Wolf Pack de Hartford            |
| +013, | Michal Krištof    | Attaquant      | Schlittschuh Club Langnau Tigers |
| +015, | Dalibor Dvorský   | Attaquant      | Thunderbirds de Springfield      |
| +016, | Róbert Lantoši    | Attaquant      | HC Bílí Tygři Liberec            |
| +017, | Matej Kašlík      | Attaquant      | ČEZ Motor České Budějovice       |
| +019, | Patrik Hrehorčák  | Attaquant      | HC Oceláři Třinec                |
| +022, | Samuel Kňažko     | Défenseur      | Monsters de Cleveland            |
| +024, | Patrik Rybár      | Gardien de but | HC Red Star Kunlun               |
| +027, | Sebastián Čederle | Attaquant      | HK Nitra                         |
| +029, | Michal Ivan       | Attaquant      | HC Bílí Tygři Liberec            |
| +031, | Samuel Hlavaj     | Gardien de but | Wild de l'Iowa                   |
| +032, | Adam Húska        | Gardien de but | Hockey Club Lugano               |
| +040, | Miloš Roman - A   | Attaquant      | HC Oceláři Třinec                |
| +042, | Samuel Honzek     | Attaquant      | Flames de Calgary                |
| +044, | Mislav Rosandić   | Défenseur      | HC Košice                        |
| +049, | Samuel Takáč - A  | Attaquant      | HC Slovan Bratislava             |
| +064, | Patrik Koch       | Défenseur      | HC Oceláři Třinec                |
| +073, | Michal Beňo       | Défenseur      | HKm Zvolen                       |
| +087, | Pavol Regenda     | Attaquant      | Barracuda de San José            |
| +088, | Martin Chromiak   | Attaquant      | Reign d'Ontario                  |
| +091, | Matúš Sukeľ - C   | Attaquant      | HC Litvínov                      |
| +098, | Andrej Golian     | Défenseur      | HC Slovan Bratislava             |

## Slovénie
Entraîneur-chef : Edo Terglav
| No    | Nom                 | Position       | Club                          |
| ----- | ------------------- | -------------- | ----------------------------- |
| +004, | Aleksandar Magovac  | Défenseur      | Gothiques d'Amiens            |
| +006, | Miha Štebih         | Défenseur      | SK Horácká Slavia Třebíč      |
| +008, | Marcel Mahkovec     | Attaquant      | HK Olimpija Ljubljana         |
| +010, | Miha Beričič        | Attaquant      | HK Olimpija Ljubljana         |
| +012, | Nik Simšič          | Attaquant      | HK Olimpija Ljubljana         |
| +013, | Nace Langus         | Attaquant      | Vikings d'Augustana           |
| +014, | Matic Podlipnik - A | Défenseur      | EC Kitzbühel                  |
| +015, | Blaž Gregorc        | Défenseur      | HK Olimpija Ljubljana         |
| +017, | Jan Goličič         | Défenseur      | Olympiques de Gatineau        |
| +018, | Ken Ograjenšek      | Attaquant      | EHC Linz                      |
| +021, | Jan Drozg           | Attaquant      | HC Red Star Kunlun            |
| +023, | Jaka Sodja          | Attaquant      | HK Olimpija Ljubljana         |
| +033, | Žan Us              | Gardien de but | HDD Jesenice                  |
| +041, | Jan Ćosić           | Défenseur      | HK Olimpija Ljubljana         |
| +043, | Urban Podrekar      | Défenseur      | Firebirds de Flint            |
| +046, | Matic Török - A     | Attaquant      | KooKoo Kouvola                |
| +047, | Rok Macuh           | Attaquant      | HC Olomouc                    |
| +049, | Filip Sitar         | Attaquant      | Huskies du Connecticut        |
| +055, | Robert Sabolič - C  | Attaquant      | HK Olimpija Ljubljana         |
| +061, | Lukaš Horak         | Gardien de but | HK Olimpija Ljubljana         |
| +069, | Matija Pintarič     | Gardien de but | Brûleurs de loups de Grenoble |
| +070, | Rok Kapel           | Attaquant      | HK Olimpija Ljubljana         |
| +091, | Žan Jezovšek        | Attaquant      | EV Lindau Islanders           |
| +092, | Anže Žeželj         | Attaquant      | Fehérvár HA                   |
| +096, | Bine Mašič          | Défenseur      | HK Olimpija Ljubljana         |

## Suède
Entraîneur-chef : Sam Hallam
| No    | Nom                  | Position       | Club                            |
| ----- | -------------------- | -------------- | ------------------------------- |
| +004, | Rasmus Andersson - C | Défenseur      | Flames de Calgary               |
| +006, | Adam Larsson         | Défenseur      | Kraken de Seattle               |
| +008, | Jonas Brodin         | Défenseur      | Wild du Minnesota               |
| +009, | Filip Forsberg       | Attaquant      | Predators de Nashville          |
| +010, | Alexander Wennberg   | Attaquant      | Sharks de San José              |
| +011, | Mikael Backlund - A  | Attaquant      | Flames de Calgary               |
| +012, | Max Friberg          | Attaquant      | Frölunda HC                     |
| +023, | Lucas Raymond        | Attaquant      | Red Wings de Détroit            |
| +025, | Jacob Markström      | Gardien de but | Devils du New Jersey            |
| +026, | Anton Bengtsson      | Attaquant      | Rögle BK                        |
| +028, | Elias Lindholm       | Attaquant      | Bruins de Boston                |
| +029, | Marcus Pettersson    | Défenseur      | Canucks de Vancouver            |
| +033, | Samuel Ersson        | Gardien de but | Flyers de Philadelphie          |
| +037, | Isac Lundeström      | Attaquant      | Ducks d'Anaheim                 |
| +038, | Rasmus Sandin        | Défenseur      | Capitals de Washington          |
| +040, | Arvid Söderblom      | Gardien de but | Blackhawks de Chicago           |
| +051, | Emil Heineman        | Attaquant      | Canadiens de Montréal           |
| +056, | Erik Gustafsson      | Défenseur      | Red Wings de Détroit            |
| +071, | William Karlsson     | Attaquant      | Golden Knights de Vegas         |
| +077, | Simon Edvinsson      | Défenseur      | Red Wings de Détroit            |
| +082, | Jesper Frödén        | Attaquant      | Zürcher Schlittschuh Club Lions |
| +088, | William Nylander     | Attaquant      | Maple Leafs de Toronto          |
| +090, | Marcus Johansson     | Attaquant      | Wild du Minnesota               |
| +091, | Leo Carlsson         | Attaquant      | Ducks d'Anaheim                 |
| +093, | Mika Zibanejad - A   | Attaquant      | Rangers de New York             |

## Suisse
Entraîneur-chef : Patrick Fischer
| No    | Nom                  | Position       | Club                                     |
| ----- | -------------------- | -------------- | ---------------------------------------- |
| +008, | Simon Knak           | Attaquant      | Hockey Club Davos                        |
| +009, | Damien Riat          | Attaquant      | Lausanne Hockey Club                     |
| +010, | Andres Ambühl - C    | Attaquant      | Hockey Club Davos                        |
| +014, | Dean Kukan           | Défenseur      | Zürcher Schlittschuh Club Lions          |
| +015, | Grégory Hofmann      | Attaquant      | Eissportverein Zoug                      |
| +017, | Ken Jäger            | Attaquant      | Lausanne Hockey Club                     |
| +021, | Kevin Fiala          | Attaquant      | Kings de Los Angeles                     |
| +022, | Nino Niederreiter    | Attaquant      | Jets de Winnipeg                         |
| +028, | Timo Meier           | Attaquant      | Devils du New Jersey                     |
| +034, | Stéphane Charlin     | Gardien de but | Schlittschuh Club Langnau Tigers         |
| +043, | Andrea Glauser - A   | Défenseur      | Lausanne Hockey Club                     |
| +045, | Michael Fora         | Défenseur      | Hockey Club Davos                        |
| +054, | Christian Marti      | Défenseur      | Zürcher Schlittschuh Club Lions          |
| +056, | Tim Berni            | Défenseur      | Genève-Servette Hockey Club              |
| +062, | Denis Malgin         | Attaquant      | Zürcher Schlittschuh Club Lions          |
| +063, | Leonardo Genoni      | Gardien de but | Eissportverein Zoug                      |
| +071, | Jonas Siegenthaler   | Défenseur      | Devils du New Jersey                     |
| +072, | Dominik Egli         | Défenseur      | Frölunda HC                              |
| +073, | Sandro Schmid        | Attaquant      | Hockey Club Fribourg-Gottéron            |
| +080, | Nicolas Baechler     | Attaquant      | Zürcher Schlittschuh Club Lions          |
| +085, | Sven Andrighetto - A | Attaquant      | Zürcher Schlittschuh Club Lions          |
| +086, | Janis Moser          | Défenseur      | Lightning de Tampa Bay                   |
| +088, | Christoph Bertschy   | Attaquant      | Hockey Club Fribourg-Gottéron            |
| +095, | Tyler Moy            | Attaquant      | Schlittschuh Club Rapperswil-Jona Lakers |

## Tchéquie
Entraîneur-chef : Radim Rulík
| No    | Nom                | Position       | Club                         |
| ----- | ------------------ | -------------- | ---------------------------- |
| +007, | David Špaček       | Défenseur      | Wild de l'Iowa               |
| +008, | Ondřej Beránek     | Attaquant      | Karlovy Vary                 |
| +010, | Roman Červenka - C | Attaquant      | Hockey Club Dynamo Pardubice |
| +017, | Filip Hronek - A   | Défenseur      | Canucks de Vancouver         |
| +018, | Filip Zadina       | Attaquant      | Hockey Club Davos            |
| +019, | Jakub Flek         | Attaquant      | HC Kometa Brno               |
| +020, | Daniel Gazda       | Défenseur      | Ilves                        |
| +023, | Lukáš Sedlák       | Attaquant      | Hockey Club Dynamo Pardubice |
| +024, | Adam Klapka        | Attaquant      | Flames de Calgary            |
| +026, | Jiří Ticháček      | Défenseur      | Rytíři Kladno                |
| +032, | Josef Kořenář      | Gardien de but | HC Sparta Prague             |
| +036, | Jakub Krejčík      | Défenseur      | HC Sparta Prague             |
| +043, | Michael Špaček     | Attaquant      | HC Sparta Prague             |
| +044, | Matěj Stránský     | Attaquant      | Hockey Club Davos            |
| +050, | Karel Vejmelka     | Gardien de but | Mammoth de l'Utah            |
| +055, | Libor Hájek        | Défenseur      | Hockey Club Dynamo Pardubice |
| +064, | David Kämpf        | Attaquant      | Maple Leafs de Toronto       |
| +077, | Filip Pyrochta     | Défenseur      | Mladá Boleslav               |
| +080, | Daniel Vladař      | Gardien de but | Flames de Calgary            |
| +084, | Tomáš Kundrátek    | Défenseur      | HC Oceláři Třinec            |
| +086, | Petr Kodýtek       | Attaquant      | HIFK                         |
| +088, | David Pastrňák - A | Attaquant      | Bruins de Boston             |
| +094, | Jakub Lauko        | Attaquant      | Bruins de Boston             |
| +096, | Daniel Voženílek   | Attaquant      | Eissportverein Zoug          |
| +098, | Martin Nečas       | Attaquant      | Avalanche du Colorado        |